# Kup Maršala Tita 1970-1971
La Kup Maršala Tita 1970-1971 fu la 24ª edizione della Coppa di Jugoslavia. 2542 squadre parteciparono alle qualificazioni (estate ed autunno 1970), 16 furono quelle che raggiunsero la coppa vera e propria, che si disputò dal 28 febbraio al 26 maggio 1971.
Il trofeo fu vinto dalla Stella Rossa (al secondo successo consecutivo), sconfiggendo in finale la Sloboda Tuzla. Per i biancorossi fu il nono titolo in questa competizione.

Il successo diede alla Stella Rossa l'accesso alla Coppa delle Coppe 1971-1972.
Lo Hajduk Spalato, vincitore del campionato, uscì agli ottavi di finale.

## Qualificazioni
```
Queste due partite disputate dal 
Orijent
:
[
5
]

Orijent - Lokomotiva Rijeka         1-0
Rijeka - Orijent                    3-0
```

```
Queste due delle partite della Coppa di 
Voivodina
 del 
Proleter Zrenjanin
.
[
6
]

Proleter - Vršac                    6-1
Crvenka - Proleter                  5-0
```

### Sedicesimi di finale
| Squadra 1             | Risultato             | Squadra 2           |                                                                        |
| --------------------- | --------------------- | ------------------- | ---------------------------------------------------------------------- |
| (1) Hajduk Spalato    | 2 – 1                 | RNK Spalato (2)     | hajduk.hr                                                              |
| (2) Karlovac          | 1 – 2                 | Dinamo Zagabria (1) | gnkdinamo.hr Archiviato l'8 settembre 2021 in Internet Archive.        |
| (2) Napredak Kruševac | 0 – 0 (dts) (5-0 dtr) | Partizan (1)        | partizanopedia.rs                                                      |
| (1) Crvenka           | 1 – 1 (dts) (?-? dtr) | Vojvodina (1)       | fkvojvodina.com                                                        |
| (1) Maribor           | 1 – 3                 | Olimpia Lubiana (1) | nkmaribor.com                                                          |
| (2) Spartak Subotica  | 1 – 3                 | Stella Rossa (1)    | redstarbelgrade.rs Archiviato il 6 settembre 2021 in Internet Archive. |

## Ottavi di finale
| Squadra 1           | Risultato   | Squadra 2               |
| ------------------- | ----------- | ----------------------- |
| (1) Stella Rossa    | 2 – 0       | Vojvodina (1)           |
| (1) Bor             | 2 – 1       | Napredak Kruševac (2)   |
| (2) Lovćen          | 1 – 2       | Dinamo Zagabria (1)     |
| (1) Olimpia Lubiana | 1 – 2 (dts) | OFK Belgrado (1)        |
| (2) Rijeka          | 3 – 2 (dts) | Hajduk Spalato (1)      |
| (1) Sloboda Tuzla   | 1 – 0       | Dubočica Leskovac (2)   |
| (2) Vardar          | 0 – 2       | Radnički Kragujevac (1) |
| (1) Velež Mostar    | 5 – 0       | Osijek (2)              |

## Quarti di finale
| Squadra 1           | Risultato | Squadra 2               |
| ------------------- | --------- | ----------------------- |
| (1) Stella Rossa    | 2 – 0     | Bor (1)                 |
| (1) Dinamo Zagabria | 2 – 0     | Radnički Kragujevac (1) |
| (1) OFK Belgrado    | 1 – 2     | Sloboda Tuzla (1)       |
| (1) Velež Mostar    | 6 – 1     | Rijeka (2)              |

## Semifinali
| Squadra 1         | Risultato | Squadra 2           |
| ----------------- | --------- | ------------------- |
| (1) Stella Rossa  | 4 – 0     | Velež Mostar (1)    |
| (1) Sloboda Tuzla | 1 – 0     | Dinamo Zagabria (1) |

## Finale
| Squadra 1         | Totale | Squadra 2        | Andata     | Ritorno    |
| ----------------- | ------ | ---------------- | ---------- | ---------- |
|                   |        |                  | 12.05.1971 | 26.05.1971 |
| (1) Sloboda Tuzla | 0 – 6  | Stella Rossa (1) | 0 – 4      | 0 – 2      |

### Andata
| Arbitro: | R. Canak (Belgrado) |

|  |           |                                          |
|  | Marcatori | 39’, 53’ Džajić 44’ Filipović 65’ Karasi |

| Sloboda | Stella Rossa |

|                 |  |                    |          |
|                 |  |                    |          |
|                 |  | Rizah Mešković     |          |
|                 |  | Aleksandar Miličić |          |
|                 |  | Radomir Jovičić    |          |
|                 |  | Fahrudin Avdičević |          |
|                 |  | Faruk Pašić        |          |
|                 |  | Jusuf Hatunić      |          |
|                 |  | Muhamed Glavović   | Uscita   |
|                 |  | Časlav Jevremović  | Uscita   |
|                 |  | Omer Jusić         |          |
|                 |  | Mustafa Hukić      |          |
|                 |  | Dušan Jovanović    |          |
| A disposizione: |  |                    |          |
|                 |  | Tihomir Trifunović | Ingresso |
|                 |  | Fuad Mulahasanović | Ingresso |
| Allenatore:     |  |                    |          |
| Josip Duvančić  |  |                    |          |

|                 |  |                     |          |
|                 |  |                     |          |
|                 |  | Ratomir Dujković    |          |
|                 |  | Branko Klenkovski   |          |
|                 |  | Petar Krivokuća     |          |
|                 |  | Zoran Antonijević   |          |
|                 |  | Miroslav Pavlović   | Uscita   |
|                 |  | Vladislav Bogićević |          |
|                 |  | Slobodan Janković   | Uscita   |
|                 |  | Stanislav Karasi    |          |
|                 |  | Zoran Filipović     |          |
|                 |  | Jovan Aćimović      |          |
|                 |  | Dragan Džajić       |          |
| A disposizione: |  |                     |          |
|                 |  | Mihalj Keri         | Ingresso |
|                 |  | Mile Novković       | Ingresso |
| Allenatore:     |  |                     |          |
| Miljan Miljanić |  |                     |          |

### Ritorno
| Arbitro: | P. Kostovski (Skopje) |

|                            |           |  |
| Janković 29’ Filipović 80’ | Marcatori |  |

| Stella Rossa | Sloboda |

|                 |  |                     |          |
|                 |  |                     |          |
|                 |  | Ratomir Dujković    |          |
|                 |  | Branko Klenkovski   |          |
|                 |  | Petar Krivokuća     |          |
|                 |  | Zoran Antonijević   |          |
|                 |  | Miroslav Pavlović   |          |
|                 |  | Vladislav Bogićević |          |
|                 |  | Slobodan Janković   |          |
|                 |  | Stevan Ostojić      | Uscita   |
|                 |  | Zoran Filipović     |          |
|                 |  | Jovan Aćimović      |          |
|                 |  | Stanislav Karasi    | Uscita   |
| A disposizione: |  |                     |          |
|                 |  | Trifun Mihajlović   | Ingresso |
|                 |  | Dragan Džajić       | Ingresso |
| Allenatore:     |  |                     |          |
| Miljan Miljanić |  |                     |          |

|                 |  |                    |          |
|                 |  |                    |          |
|                 |  | Rizah Mešković     |          |
|                 |  | Aleksandar Miličić |          |
|                 |  | Radomir Jovičić    |          |
|                 |  | Fahrudin Avdičević |          |
|                 |  | Faruk Pašić        |          |
|                 |  | Đorđe Gerum        |          |
|                 |  | Dušan Jovanović    | Uscita   |
|                 |  | Fuad Subašić       |          |
|                 |  | Omer Jusić         | Uscita   |
|                 |  | Tihomir Trifunović |          |
|                 |  | Časlav Jevremović  |          |
| A disposizione: |  |                    |          |
|                 |  | Alberto Altarac    | Ingresso |
|                 |  | Muhamed Glavović   | Ingresso |
| Allenatore:     |  |                    |          |
| Josip Duvančić  |  |                    |          |